# Холод (село)
Холод (рум. Holod) — село у повіті Біхор в Румунії. Адміністративний центр комуни Холод.
Село розташоване на відстані 405 км на північний захід від Бухареста, 34 км на південний схід від Ораді, 113 км на захід від Клуж-Напоки, 133 км на північний схід від Тімішоари.

## Населення
За даними перепису населення 2002 року у селі проживали 599 осіб, з них 595 осіб (99,3%) румунів. Рідною мовою 595 осіб (99,3%) назвали румунську.